# Deset zapovijedi (1956.)
Deset zapovijedi epski je film redatelja Cecila B. DeMillea. Dramatizacija je biblijskog događaja egzodusa Židova iz Egipta pod vodstvom Mojsija.